# Петер Будай
Петер Будай (словац. Peter Budaj; 18 вересня 1982, м. Банська Бистриця, ЧССР) — словацький хокеїст, воротар.
Виступав за «Торонто Сент-Майклс Мейджорс» (ОХЛ), «Герші Берс» (АХЛ), «Колорадо Аваланш», «Монреаль Канадієнс».
У складі національної збірної Словаччини провів 11 матчів; учасник зимових Олімпійських ігор 2006 і 2010 (3 матчі), учасник чемпіонатів світу 2008 і 2010 (7 матчів), учасник Кубка світу 2004 (0 матчів). У складі молодіжної збірної Словаччини учасник чемпіонатів світу 2001 і 2002. У складі юніорської збірної Словаччини учасник чемпіонату світу 2000.